# Serrat de Sant Valentí
El Serrat de Sant Valentí és una muntanya de 861 metres que es troba al municipi de Tona, a la comarca d'Osona.